# Chomýž
Chomýž település Csehországban, Kroměříži járásban. Chomýž Jankovice, Holešov, Bystřice pod Hostýnem és Brusné településekkel határos. Lakosainak száma 372 fő (2024. január 1.).

## Népesség
A település lakosságának változását az alábbi diagram mutatja:
| Lakosok száma | 327  | 349  | 378  | 345  | 375  | 346  | 356  | 358  | 352  | 372  |
|               | 1869 | 1890 | 1921 | 1950 | 1980 | 2001 | 2017 | 2019 | 2022 | 2024 |